# Ernie Graham
Ernie Graham (* 14. Juni 1946 in Belfast, Nordirland; † 27. April 2001 in London, England) war ein nordirischer Sänger und Gitarrist der Pub-Rock-Szene der 1970er Jahre.

## Biografie

### Von Belfast nach London
Ernie Graham machte 1965 in Belfast eine Lehre als Automechaniker, als er sich der Band Tony & the Tellstars als Rhythmusgitarrist anschloss. Gemeinsam mit zwei weiteren Bandmitgliedern beschloss Ernie, Belfast zu verlassen und nach England zu gehen. Er traf dort den (künftigen Wings)-Gitarristen Henry McCullough. Die beiden beschlossen, gemeinsam psychedelische Rockmusik zu spielen, und gründeten 1966 eine Band namens The People.

### Éire Apparent
Mit einigen exzellenten Gigs in London machte sich die Band einen Namen. Jimi Hendrix’ Manager Michael Jeffries hörte sie und nahm sie unter Vertrag. Nach einer Namensänderung 1968 in Éire Apparent tourte die Band und spielte unter anderem als Vorgruppe von Pink Floyd, Soft Machine und Jimi Hendrix. Nach der US-Tournee mit Hendrix verließ McCullogh die Gruppe, um sich der Grease Band (der damaligen Begleitband von Joe Cocker) anzuschließen. 1969 nahmen Éire Apparent ihre erste (und einzige) LP Sunrise auf – koproduziert von Meister Hendrix selbst, der auf dem Album auch hie und da die Saiten zupfte. Die Besetzung zu der Zeit war: Ernie Graham (Gesang/Gitarre), Mike Cox (Leadgitarre), Chris Stewart (Bass) und Dave Lutton (Drums). Éire Apparent lösten sich nach dem Album auf; die Bandmitglieder fand man später in Psychedelic-Rock-Gruppen wie The Pretty Things oder Spooky Tooth wieder.

### Das Soloalbum
Durch die Band hatte Graham Dave Robinson kennengelernt, den späteren Gründer von Stiff Records. Der war Tourmanager von Hendrix und baute Anfang der 1970er gerade sein Down Home Management auf (quasi ein Vorgängerunternehmen von Stiff). Ernie wurde Mitglied der Down Home Rhythm Kings, eine Art Supergruppe des Managements, der Musiker von Brinsley Schwarz und Help Yourself angehörten. Diese Bands waren es auch, mit denen Ernie Graham sein Soloalbum aufnahm, das 1971 auf Liberty Records veröffentlicht wurde. Die Kritiker verglichen es damals mit Bob Dylan, The Band oder Crosby, Stills, Nash & Young. Originalausgaben dieser LP werden heute für 90 GBP (150 EUR) oder mehr gehandelt.

### Help Yourself und Clancy
In den frühen 1970ern schloss Graham sich zunächst für kurze Zeit Help Yourself (mit Malcolm Morley) an und spielte mit ihnen unter anderem beim Glastonbury Festival 1972. Wenig später gründete er mit Martin Belmont (später bei Ducks Deluxe, The Rumour), JoJo Glemser von Help Yourself und Twink (vormals bei den Pink Fairies) die Folkrock-Formation Clancy. Clancy bekamen 1974 einen Plattenvertrag bei Warner Brothers und brachten zwei Alben (Seriously Speaking, 1975, und Everyday, 1976) heraus, denen noch eine Single folgte, ehe auch diese Band sich auflöste.

### „Romeo“ und der Tod
Mit Ankunft des Punk unterlag auch Ernie Graham diesem Phänomen. Für Stiff nahm er 1978 die Single Romeo (and the Lonely Girl) auf, Coverversion eines Thin-Lizzy-Songs von Phil Lynott. Als punkig vermarktet, war sie aber eine von Larry Wallis produzierte Rocknummer, ebenso wie die B-Seite, Ernies eigener Song Only Time Will Tell. Die Single war das letzte Musikstück, das Ernie Graham herausbrachte.
Ernie Graham bekam gesundheitliche Probleme und musste nicht zuletzt schwer gegen den Alkohol kämpfen. In den letzten Jahren des 20. Jahrhunderts ging es mit seiner Gesundheit rapide bergab. Er erlag seinem Leiden im April 2001.

## Diskografie
Ernie Graham
- Ernie Graham (Album, 1971)
- Romeo (and the Lonely Girl)/Only Time Will Tell (Single, 1978)

mit Éire Apparent
- Sunrise (Album, 1969)

mit Help Yourself
- Stranger Affair (Album, 1972)

mit Clancy
- Seriously Speaking (Album, 1975)
- Everyday (Album, 1976)